# جان لاسال
جان لاسال بالفرنسية (Jean Lassalle) وبالأوكسيتانية (Jean de Lassalle)، من مواليد 3 مايو 1955 في لوردوا ليشير (Lourdios-Ichère) في إقليم البا بيرينيه، التي أصبح اسمها اليوم البرانيس الأطلسية)، هو سياسي فرنسي، ونائب عن المنطقة الرابعة من البرانيس الأطلسية منذ عام 2002.
والمعروف بمدخلاته الغير عادية في الجمعية الوطنية الفرنسية، واكتسب شهرة على مستوى فرنسا مع ترشحه الانتخابات الرئاسية الفرنسية 2017.

## الأصل والدراسة
ولد جين لاسال في لوردوا ليشير، قرية صغيرة في وادي اسبي وهو عمدة منذ عام 1977. وهو من عائلة من الرعاة الرُّحل والعاءلة عنجه مزرعة الآن ويديرها شقيقه جوليان لاسال. تقني زراعي متخصص في علم الأرض، أسس شركة استشارية توظف في حدود عشرة موظفين.

## الحياة السياسية

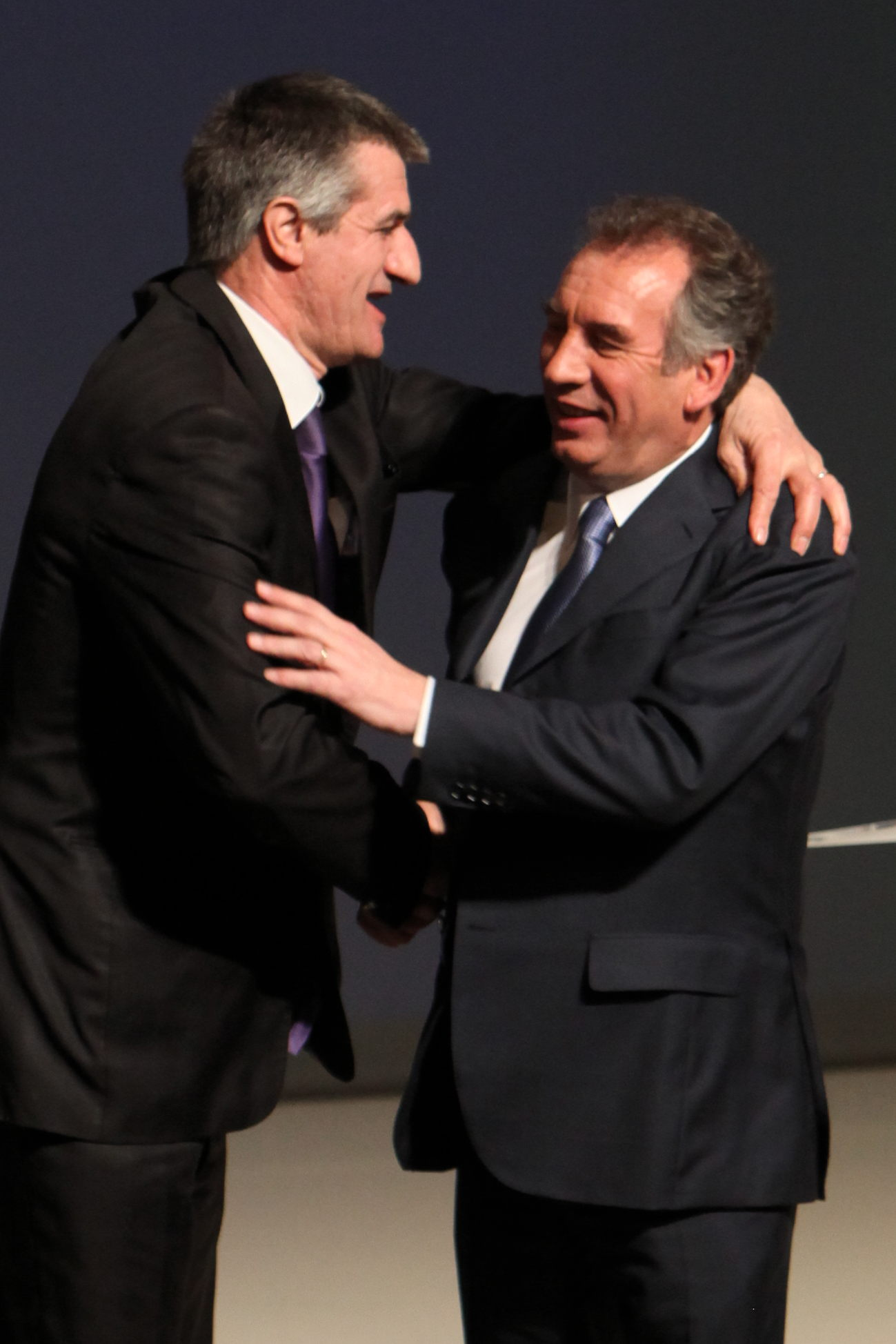
جان لاسال و فرنسوا بايرو

هو قريب من فرنسوا بايرو، وشارك بنشاط في الحملة الرئاسية في عام 2007.
كما أنه كان قد صوّت لنيكولا ساركوزي في الجولة الثانية من الانتخابات الرئاسية لعام 2012، على عكس فرنسوا بايرو. أعيد انتخابه عن طريق الحصول على 50,98٪ من الأصوات مقابل منافسه فرانسوا مايتيا من الحزب الاشتراكي.

## زيارته إلى سوريا
خلال زيارات إلى سوريا، التقى، جنبا إلى جنب مع نواب آخرين، الرئيس السوري بشار الأسد (في تشرين الثاني / نوفمبر وفي كانون الثاني / يناير 2017). في سياق الحملة الانتخابية الرئاسية، هذه الزيارة أثارت العديد من ردود الفعل المعادية. ويقول في صحيفة إقليمية سود كويست، عن الأسد:
«أنا غير قادر على القول ما إذا كان ما يفعله هو الصواب أو الخطأ. أنا لست محكمة، وأنا لست لاهاي! فرنسا ترفض هذا النقاش، ونحن متهمون على الفور بالوقوف مع الشيطان.»
وقد اتهمه النائب الاشتراكي سيباستيان بيتراسانتا على الفور بدعم «نظام همجي.» ولكن جان لاسال حظي بدعم وتعاطف وسائل الإعلام المقربة من الكرملين كروسيا اليوم.

## روابط خارجية
- جان لاسال على موقع IMDb (الإنجليزية)
- جان لاسال على موقع قاعدة بيانات الفيلم (الإنجليزية)